# Liatris elegans
Liatris elegans là một loài thực vật có hoa trong họ Cúc. Loài này được (Walter) Michx. mô tả khoa học đầu tiên năm 1803.